# Švýcarsko na Letních olympijských hrách 1984
Švýcarsko se účastnilo Letní olympiády 1984 v americkém Los Angeles. Zastupovalo ho 129 sportovců (102 mužů a 27 žen) v 18 sportech.

## Medailisté
| Medaile | Jménoč                                                      | Sport             | Soutěž                                                    |
| ------- | ----------------------------------------------------------- | ----------------- | --------------------------------------------------------- |
| Stříbro | Markus Ryffel                                               | Atletika          | Muži běh na 5 000 m                                       |
| Stříbro | Amy-Cathérine De Bary Otto Hofer Christine Stückelbergerová | Jezdectví         | Drezura – družstva                                        |
| Stříbro | Alfred Achermann Richard Trinkler Laurent Vial Benno Wiss   | Cyklistika        | Muži časovka družstev                                     |
| Stříbro | Daniel Nipkov                                               | Sportovní střelba | Muži 50 metrů libovolná malorážka 3×40 ran polohový závod |
| Bronz   | Heidi Robbianiová                                           | Jezdectví         | Parkurové skákání – jednotlivci                           |
| Bronz   | Otto Hofer                                                  | Jezdectví         | Drezura – jednotlivci                                     |
| Bronz   | Étienne Dagon                                               | Plavání           | Muži 200 m prsa                                           |
| Bronz   | Hugo Dietsche                                               | Zápas             | muži řecko-římský do 62 kg                                |